# Раковский, Василий Михайлович
Василий Михайлович Раковский (31 января 1925 — 2010) — передовик советской строительной отрасли, бригадир комплексной бригады треста «Казмедьстрой» Карагандинского совнархоза, Герой Социалистического Труда (1958).

## Биография
Родился 31 января 1925 года в селе Бадин Угол Моршанского уезда Тамбовской губернии (ныне — Пичаевский район) в русской крестьянской семье.
После окончания школы в 1940 году и курсов механизаторов, стал работать трактористом в местном колхозе.
Был мобилизован в ряды Красной армии в январе 1942 года. Участник Великой Отечественной войны. В составе механизированной бригады освобождал Киев и северо-западную территорию Украины. В августе 1944 года был тяжело ранен. Был комиссован, вернулся домой.
С 1944 года работал бригадиром полеводческой бригады в родном колхозе, затем назначен председателем колхоза имени Стаханова Пигалёвского района Тамбовской области.
С октября 1949 года трудился бригадиром плотников в Ленинградской области, восстанавливал разрушенное войной хозяйство. В ноябре 1950 года переехал в Казахстан и стал работать бригадиром каменщиков Карагандинского треста «Казмедьстрой», работал на строительстве промышленный и жилых объектов в городе Джезказгане.
За три года возглавляемая им бригада постоянно перевыполняла установленное задание. В 1955 году — 107,5 %, в 1956—109,6 %, в 1957—110 %.
Указом Президиума Верховного Совета СССР от 9 августа 1958 года за достижение высоких показателей в производстве и строительстве объектов Василию Михайловичу Раковскому было присвоено звание Героя Социалистического Труда с вручением ордена Ленина и золотой медали «Серп и Молот».
В 1962 году стал работать бригадиром в Домостроительном комбинате. С 1978 года мастер в профессиональном техническом училище. Вышел на заслуженный отдых в 1989 году.
Был депутатом Карагандинского областного совета 8-го и 9-го созывов, а также депутатом Джезказганского городского совета. Являлся делегатом XXII съезда КПСС.
Проживал в городе Жезкагане. Умер в 2010 году.

## Награды
За трудовые успехи был удостоен:
- золотая звезда «Серп и Молот» (09.08.1958)
- орден Ленина (09.08.1958)
- Орден Отечественной войны II степени (11.03.1985)
- Медаль «За отвагу»
- другие медали.
- Почётный гражданин города Джезказгана (1980).